# Angelica Bella
Angelica Bella eigentlich: Gabriella Piroska Meszaros (* 15. Februar 1968 in Tiszalök, Ungarn; † 7. Mai 2021 in Nyíregyháza, Ungarn) war eine überwiegend in Italien arbeitende Pornodarstellerin.

## Biographie
Angelica Bella wurde in älteren Filmen auch Gabriella Dari genannt. Noch in ihrem ersten Pornofilm trat sie stark verkleidet und kaum zu erkennen unter dem Künstlernamen Katy Kay auf. Es folgten Hardcorefilme von Mario Salieri, wo sie u. a. mit Christoph Clark auftrat und die in eine Handlung gestellt wurden, wie Roma Connection, der in der Mafia-Szene spielt, oder Tutta una vita, der während des Zweiten Weltkriegs im von der deutschen Wehrmacht besetzten Italien spielt.
In Deutschland wurde sie mit einer Serie von Heidi-Filmen bekannt, die unter Auslassung pornographischer Darstellungen, also in stark entschärfter Version, auch als Sexfilmchen im Nachtprogramm privater Fernsehanstalten ausgestrahlt wurden.
Später wirkte sie an US-amerikanischen Produktionen mit und spielte gemeinsam mit Moana Pozzi sowie Lesbenszenen mit Dolly Buster.
In den Filmen Private Casting X 27: Gili Sky von 2001 sowie Private Lust Treasures 4 von 2002 taucht unter dem Künstlernamen Angelica Bella eine andere, jüngere Darstellerin auf. Im Mai 2021 starb sie in Nyíregyháza im Alter von 53 Jahren.

## Auszeichnungen
- 1993: Hot d’Or „Best European Actress“

## Filmographie (Auswahl)
- 1991 Roma Connection (als Gabriella Dari)
- 1992 Casa d'appuntamento
- 1992 Eccitazione fatale
- 1992 Heidi läßt sie alle jodeln (als Keti Kay) [Teil 1]
- 1992 The Anal-Europe Series 1: The Fisherman's Wife (auch unter dem Titel: The Fisherman's Wife)
- 1993 En Viking i Budapest (als Gabriela Dari)
- 1994 Belle Angelica Bella
- 1994 La Veuve de Buda-Fesse
- 1995 Angel's Vengeance
- 1995 Bar Job (auch unter dem Titel erschienen: Il bar degli appuntamenti)
- 1995 Euroflesh 10: Rome After Dark
- 1995 Secrets of Mozart (als Kitty Kay)
- 1996 L'Affare s'ingrossa: Peccati di culo 2
- 1996 Angelica az örömkatona
- 1998 Anal X Import 18: France
- 1998 L'Incesto (anche Dirty Sisters)
- 1998 Tons of Cum 25
- 1999 Intime Kammerspiele
- 1999 Pierino la peste 2
- 2000 Perfect Asses
- 2001 Bad Hair Day
- 2001 The Best of Angelica Bella
- 2002 Downtown Very Brown
- 2002 Extreme Fetish Flicks: 2 Dicks for 1 Hole
- 2004 Sex and the City
- 2004 Veniteci dentro